# Du ser mig inte
"Du ser mig inte" är en svensk poplåt från 1969 skriven av Peter Himmelstrand (text) och Berndt Öst (musik).
Låten framfördes av Inger Öst i Melodifestivalen 1969 där den fick en poäng och slutade på åttonde plats. Dirigent var Claes Rosendahl. Öst utgav låten som singel 1969 med "Älska livet (La Vita)" som B-sida. Låten fanns också med på Family Four och Ingrid Östs album Kör långsamt som också utkom 1969.
"Du ser mig inte" tog sig in på Svensktoppens tionde plats den 18 maj 1969. Den stannade endast en vecka på listan.

## Låtlista
Sida A
1. "Du ser mig inte"

Sida B
1. "Älska livet (La Vita)"